# Можжевельник красноплодный

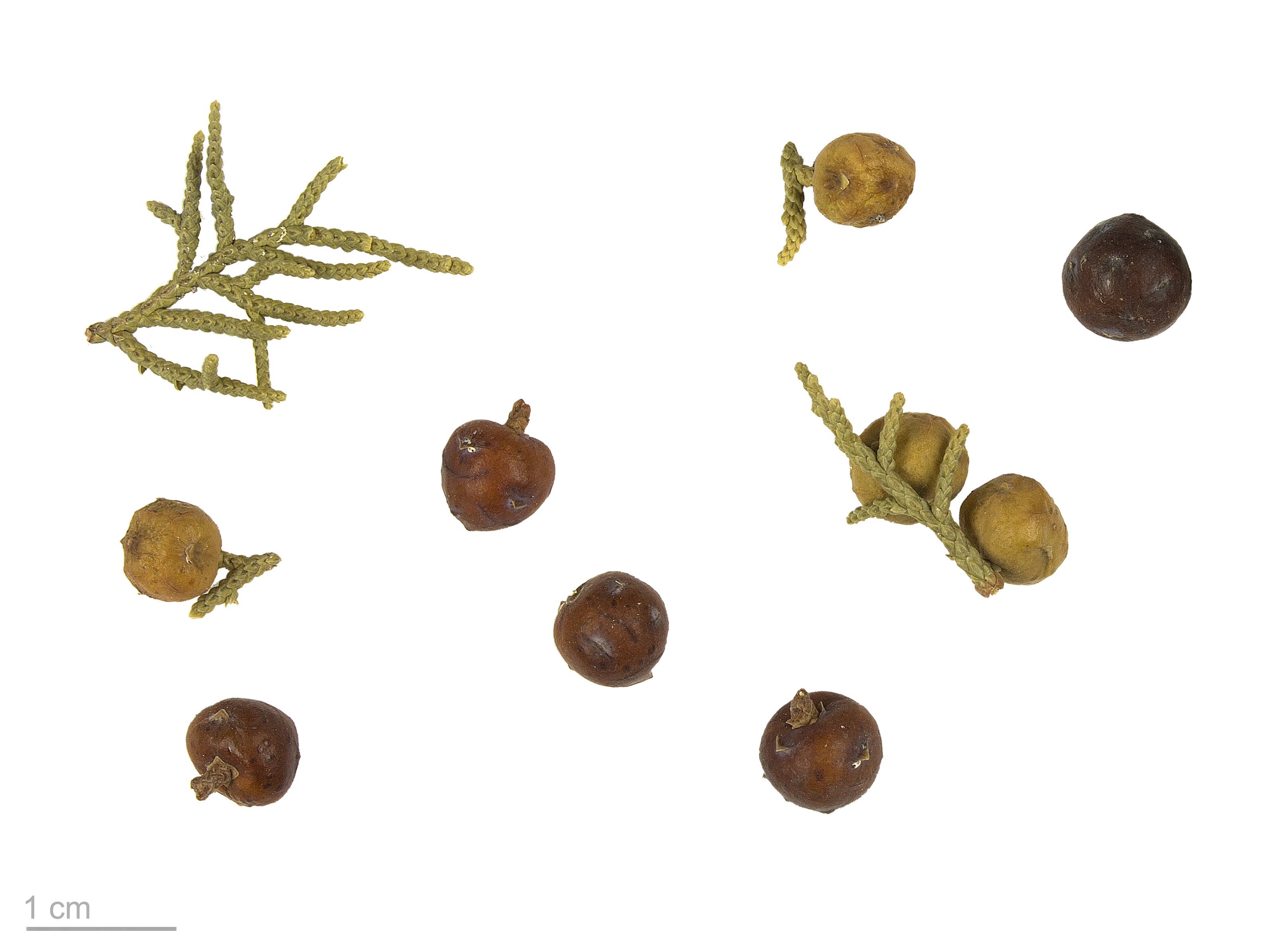
Juniperus Phoenicea - Тулузский музеум

Можжевельник красноплодный (лат. Juniperus phoenicea) — вид растений рода можжевельник семейства кипарисовые.

## Распространение
В естественных условиях растёт по всему средиземноморскому региону от Марокко и Португалии на востоке до Турции и Египта, на Мадейре и Канарских островах, а также в горах на западе Саудовской Аравии неподалёку от Красного моря. Встречается в основном на побережье.

## Описание
Вечнозелёные однодомные либо реже двудомные кустарники или деревья 2-12 м. в высоту.
Шишки — шишкоягоды 6-14 мм. в диаметре, оранжево-коричневый окраски, иногда с розоватым восковым налетом, и содержат 3-8 семян. Созревает шишка на второй год. Древесина дерева устойчива к гниению. В посадках весьма декоративен.

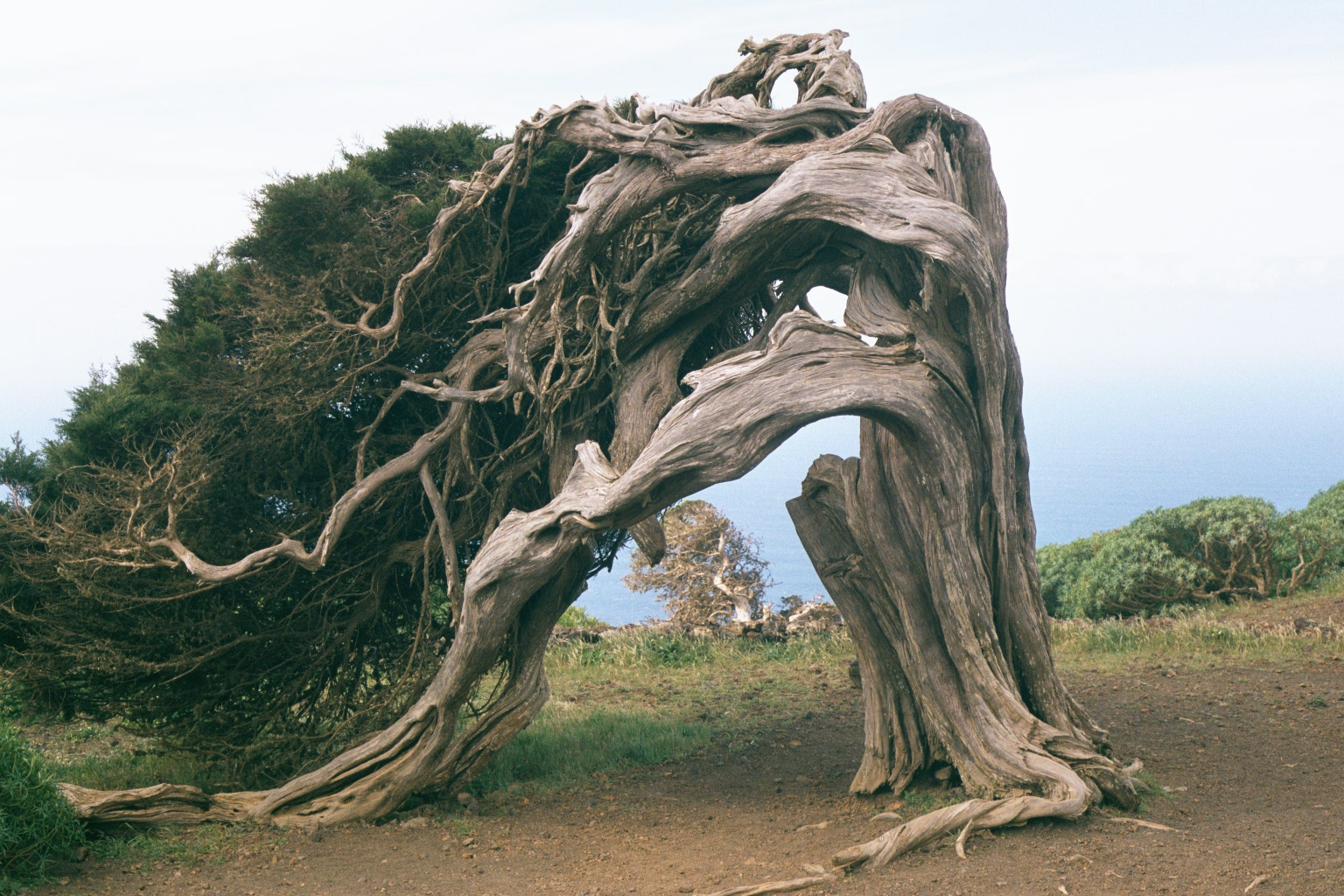